# Siemiątkowo-Rogale
Siemiątkowo-Rogale (dawn. Siemiątkowo Rogalne) – wieś w Polsce położona w województwie mazowieckim, w powiecie żuromińskim, w gminie Siemiątkowo. Ma status sołectwa.
W latach 1975–1998 miejscowość administracyjnie należała do województwa ciechanowskiego.